# 井狩彌治郎
井狩 彌治郎（いかり やじろう、1905年（明治38年）3月1日 - 1999年（平成11年）7月19日）は、昭和期の実業家。大丸社長を務めた。

## 経歴
滋賀県出身。膳所中学校（現・滋賀県立膳所高等学校）時代は野球部に所属。慶應義塾大学経済学部を経て、同大学院修了後の1931年に大丸入社。
常務、専務、副社長を経て、1963年に社長に就任し21年間在任した。その間にはパリ、シンガポールなど海外出店を積極的に進め、1984年に相談役に退いた。
1974年から2年間にわたり日本百貨店協会会長、1970年から19年間にわたり社団法人大阪工芸協会会長を歴任。毎日放送取締役なども務めた。

## 親族
妻の祖父に明治の文人・キリスト者の上田貞治郎があり、妻の叔母にファッションデザイナーの上田安子（上田安子服飾専門学校創設者）がいる。京都大学名誉教授でインド哲学の井狩彌介は三男である。